# Egidius Schiffer
Egidius Schiffer (ur. w 1956 w Baesweiler, zm. 22 lipca 2018) – niemiecki seryjny morderca nazywany Dusicielem z Akwizgranu. W latach 1983–1990, zgwałcił i zamordował w Akwizgranie pięć kobiet. Ofiary były w wieku 15–31 lat. 
Egidius Schiffer pochodził z zamożnej rodziny. Jego rodzina posiadała kolekcję samochodów i motocykli. Sam Schiffer miał prywatnego trenera tenisa. Swe ofiary poszukiwał nocami. Wypatrywał kobiet, które wracały z dyskotek i były pod wpływem alkoholu. Gdy je zauważał, oferował im podwiezienie do domu. Ofiary wywoził w odludne miejsce, tam je gwałcił, a ostatecznie dusił za pomocą sznura. Ich nagie ciała porzucał w pobliżu autostrad prowadzących do Akwizgranu. Z bliżej nieznanych powodów, Schiffer przestał mordować po 1990 roku. Sprawa 5 morderstw pozostawała niewyjaśniona przez kolejnych 17 lat i była drugą co do wielkości niewyjaśnioną serią morderstw w historii niemieckiej kryminalistyki – ustępowała tylko Kanałowemu mordercy. Ze względu na miejsce porzucenia zwłok ofiar, jego zbrodnie były nazywane Autostradowymi morderstwami lub, ze względu na fakt, że wszystkie ofiary zginęły podczas powrotu z imprez – Dyskotekowymi morderstwami. Jednak najpopularniejszym określeniem stosowanym wobec mordercy był Dusiciel z Akwizgranu. 
Po 1990 roku Schiffer zatrudnił się jako sprzedawca ubezpieczeń. Trzy razy się żenił – dwa razy małżeństwo zakończyło się rozwodem, z trzecią żoną miał syna. W marcu 2007 roku Schiffer został przyłapany na kradzieży złomu. Ówczesne prawo landu Nadrenia Północna-Westfalia, nakazywało pobierać od każdego aresztanta próbkę DNA. Gdy od Schiffera pobrano próbkę śliny i poddano ją rutynowej kontroli, okazało się, że jego DNA znaleziono na zwłokach ofiar Dusiciela z Akwizgranu. Podczas wstępnego przesłuchania, Schiffer przyznał się do wszystkich zbrodni, jednak podczas rozprawy odwołał wszystkie zeznania. W sierpniu 2008 roku Schiffer został skazany na dożywocie. 
Zmarł 22 lipca 2018 w więzieniu w Bochum.

## Ofiary
| Lp. | Ofiara          | Wiek | Data                 |
| --- | --------------- | ---- | -------------------- |
| 1.  | Marion Gerecht  | 18   | 29 lipca 1983        |
| 2.  | Andrea Wernicke | 15   | 15 lutego 1984       |
| 3.  | Angelika Sehl   | 17   | 31 sierpnia 1984     |
| 4.  | Marion Lauven   | 18   | 29 października 1987 |
| 5.  | Sabine Neumann  | 31   | 16 czerwca 1990      |